# Tour de France 2017 – 9. etapa
Královská devátá etapa Tour de France 2017 se jela v neděli 9. července z Nantuy do Chambéry. Měřila 181,5 km. V etapě byla 1 horská prémie 4. kategorie, 2 horské prémie 3. kategorie, 1 horská prémie 2. kategorie a 3 horské prémie extra kategorie. Ve spurtu zvítězil Rigoberto Uran. Náročnou etapu nedokončilo 12 závodníků. Sedm jich nestihlo časový limit a pět odstoupilo po pádech.

## Prémie
3,5. km  – Côte des Neyrolles (2)
- 1. Thibaut Pinot – 5
- 2. Tim Wellens – 3
- 3. Bauke Mollema – 2
- 4. Warren Barguil – 1

11,5. km  – Col de Bérentin (3)
- 1. Thibaut Pinot – 2
- 2. Thomas de Gendt – 1

38. km  – Côte de Franclens (3)
- 1. Thomas de Gendt – 2
- 2. Alexej Lucenko – 1

67,5. km  – Col de la Biche (HC)
- 1. Primož Roglič – 20
- 2. Alexis Vuillermoz – 15
- 3. Warren Barguil – 12
- 4. Thibaut Pinot – 10
- 5. Bauke Mollema – 8
- 6. Brice Feillu – 6
- 7. Jan Bakelants – 4
- 8. Jesús Herrada – 2

91. km  – Grand Colombier (HC)
- 1. Warren Barguil – 20
- 2. Tiesj Benoot – 15
- 3. Alexis Vuillermoz – 12
- 4. Primož Roglič – 10
- 5. Bauke Mollema – 8
- 6. Jarlinson Pantano – 6
- 7. Daniel Navarro – 4
- 8. Michael Matthews – 2

126,5. km  – Massignieu-de-Rives
- 1. Michael Matthews – 20
- 2. Jan Bakelants – 17
- 3. Tony Gallopin – 15
- 4. Simon Geschke – 13
- 5. Tiesj Benoot – 11
- 6. Primož Roglič – 10
- 7. Bauke Mollema – 9
- 8. Warren Barguil – 8
- 9. Daniel Navarro – 7
- 10. Jarlinson Pantano – 6
- 11. Alexis Vuillermoz – 5
- 12. Carlos Alberto Betancur – 4
- 13. Michał Kwiatkowski – 3
- 14. Sergio Luis Henao – 2
- 15. Mikel Landa – 1

134. km  – Côte de Jongieux (4)
- 1. Jan Bakelants – 1

156,5. km  – Mont du Chat (HC)
- 1. Warren Barguil – 20
- 2. Daniel Martin – 15
- 3. Jakob Fuglsang – 12
- 4. Chris Froome – 10
- 5. Richie Porte – 8
- 6. Romain Bardet – 6
- 7. Fabio Aru – 4
- 8. Rigoberto Uran – 2

## Pořadí

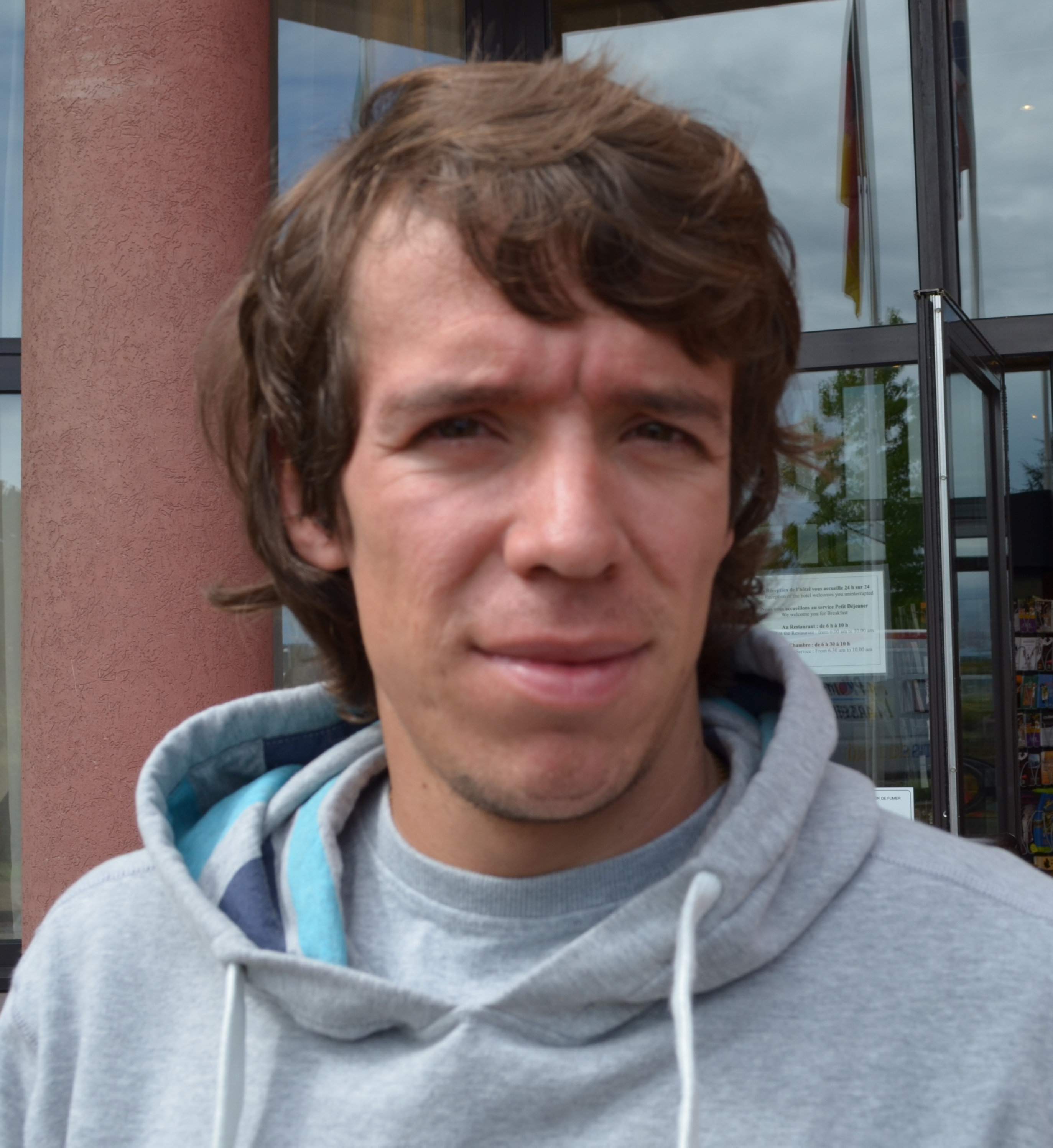
Rigoberto Uran, vítěz etapy

| #   | Jméno           | Nár.               | Stáj              | Čas         |
| --- | --------------- | ------------------ | ----------------- | ----------- |
| 1.  | Rigoberto Uran  | Kolumbie           | Cannondale        | 05h 07' 22" |
| 2.  | Warren Barguil  | Francie            | Sunweb            | + 0' 00"    |
| 3.  | Chris Froome    | Spojené království | Sky               | + 0' 00"    |
| 4.  | Romain Bardet   | Francie            | AG2R              | + 0' 00"    |
| 5.  | Fabio Aru       | Itálie             | Astana            | + 0' 00"    |
| 6.  | Jakob Fuglsang  | Dánsko             | Astana            | + 0' 00"    |
| 7.  | George Bennett  | Nový Zéland        | LottoNL           | + 1' 15"    |
| 8.  | Mikel Landa     | Španělsko          | Sky               | + 1' 15"    |
| 9.  | Daniel Martin   | Irsko              | Quick-Step Floors | + 1' 15"    |
| 10. | Nairo Quintana  | Kolumbie           | Movistar          | + 1' 15"    |
|     |                 |                    |                   |             |
| 34. | Roman Kreuziger | Česko              | Orica-Scott       | + 18' 21"   |
| 58. | Zdeněk Štybar   | Česko              | Quick-Step Floors | + 27' 10"   |
| 69. | Ondřej Cink     | Česko              | Bahrain Merida    | + 27' 10"   |

### Nedokončili
| #   | Jméno               | Nár.               | Stáj              | Důvod                    |
| --- | ------------------- | ------------------ | ----------------- | ------------------------ |
| 9   | Geraint Thomas      | Spojené království | Sky               | Pád                      |
| 41  | Richie Porte        | Austrálie          | BMC               | Pád                      |
| 67  | Manuele Mori        | Itálie             | UAE               | Pád                      |
| 71  | Arnaud Démare       | Francie            | FDJ               | Nedojel v časovém limitu |
| 73  | Mickaël Delage      | Francie            | FDJ               | Nedojel v časovém limitu |
| 74  | Jacopo Guarnieri    | Itálie             | FDJ               | Nedojel v časovém limitu |
| 75  | Ignatas Konovalovas | Litva              | FDJ               | Nedojel v časovém limitu |
| 97  | Mark Renshaw        | Austrálie          | Dimension Data    | Nedojel v časovém limitu |
| 108 | Matteo Trentin      | Itálie             | Quick-Step Floors | Nedojel v časovém limitu |
| 118 | Juraj Sagan         | Slovensko          | Bora-Hansgrohe    | Nedojel v časovém limitu |
| 161 | Robert Gesink       | Nizozemsko         | LottoNL           | Pád                      |
| 168 | Jos van Emden       | Nizozemsko         | LottoNL           | Pád                      |

## Trikoty

### Celkové pořadí

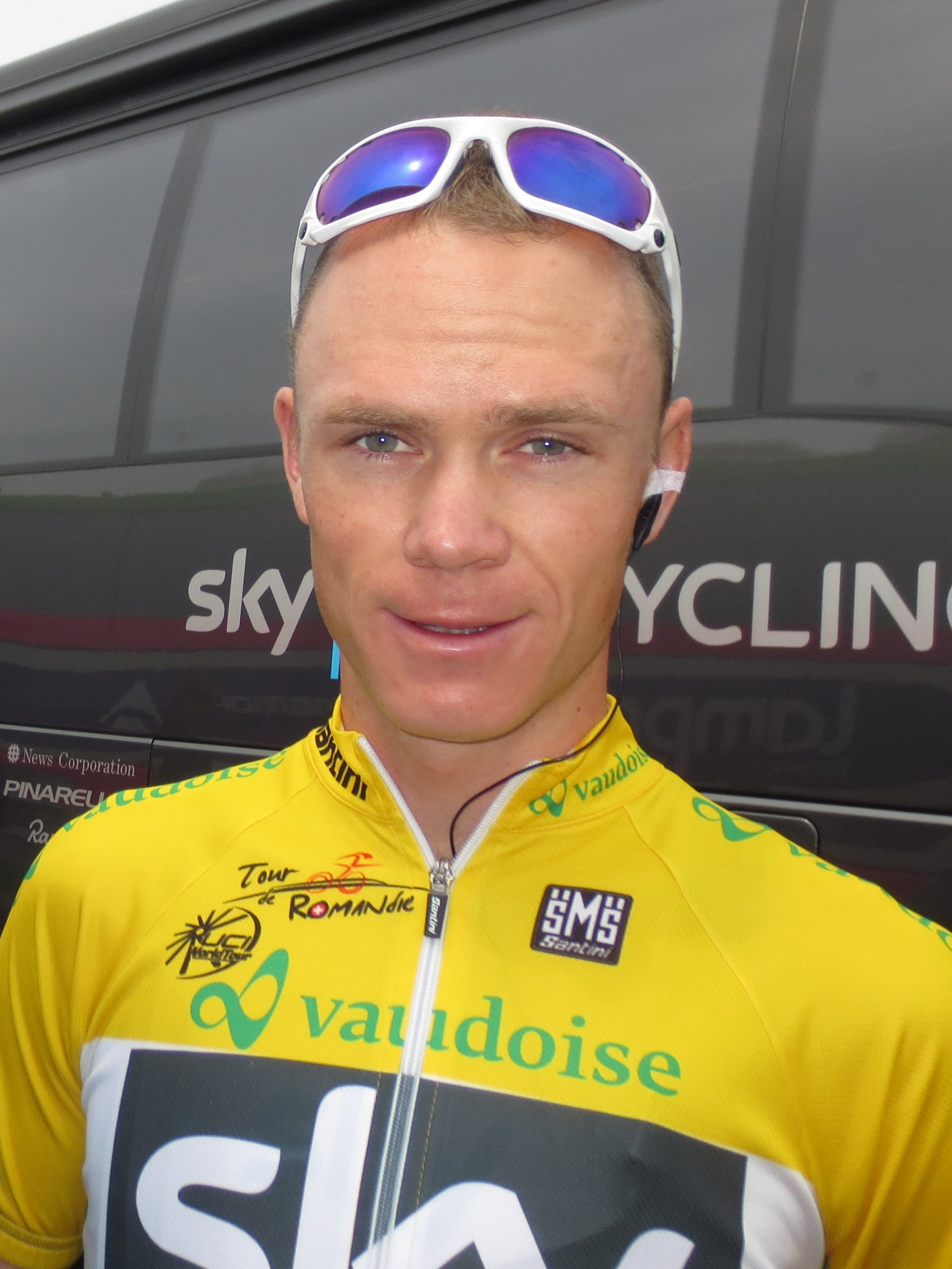
Chris Froome, lídr závodu

| #   | Jméno           | Nár.               | Stáj              | Čas         |
| --- | --------------- | ------------------ | ----------------- | ----------- |
| 1.  | Chris Froome    | Spojené království | Sky               | 38h 26' 28" |
| 2.  | Fabio Aru       | Itálie             | Astana            | + 0' 18"    |
| 3.  | Romain Bardet   | Francie            | AG2R              | + 0' 51"    |
| 4.  | Rigoberto Uran  | Kolumbie           | Cannondale        | + 0' 55"    |
| 5.  | Jakob Fuglsang  | Dánsko             | Astana            | + 1' 37"    |
| 6.  | Daniel Martin   | Irsko              | Quick-Step Floors | + 1' 44"    |
| 7.  | Simon Yates     | Spojené království | Orica-Scott       | + 2' 02"    |
| 8.  | Nairo Quintana  | Kolumbie           | Movistar          | + 2' 13"    |
| 9.  | Mikel Landa     | Španělsko          | Sky               | + 3' 06"    |
| 10. | George Bennett  | Nový Zéland        | LottoNL           | + 3' 53"    |
|     |                 |                    |                   |             |
| 25. | Roman Kreuziger | Česko              | Orica-Scott       | + 21' 06"   |
| 52. | Ondřej Cink     | Česko              | Bahrain Merida    | + 43' 22"   |
| 82. | Zdeněk Štybar   | Česko              | Ouick-Step Floors | + 59' 13"   |

### Bodovací závod

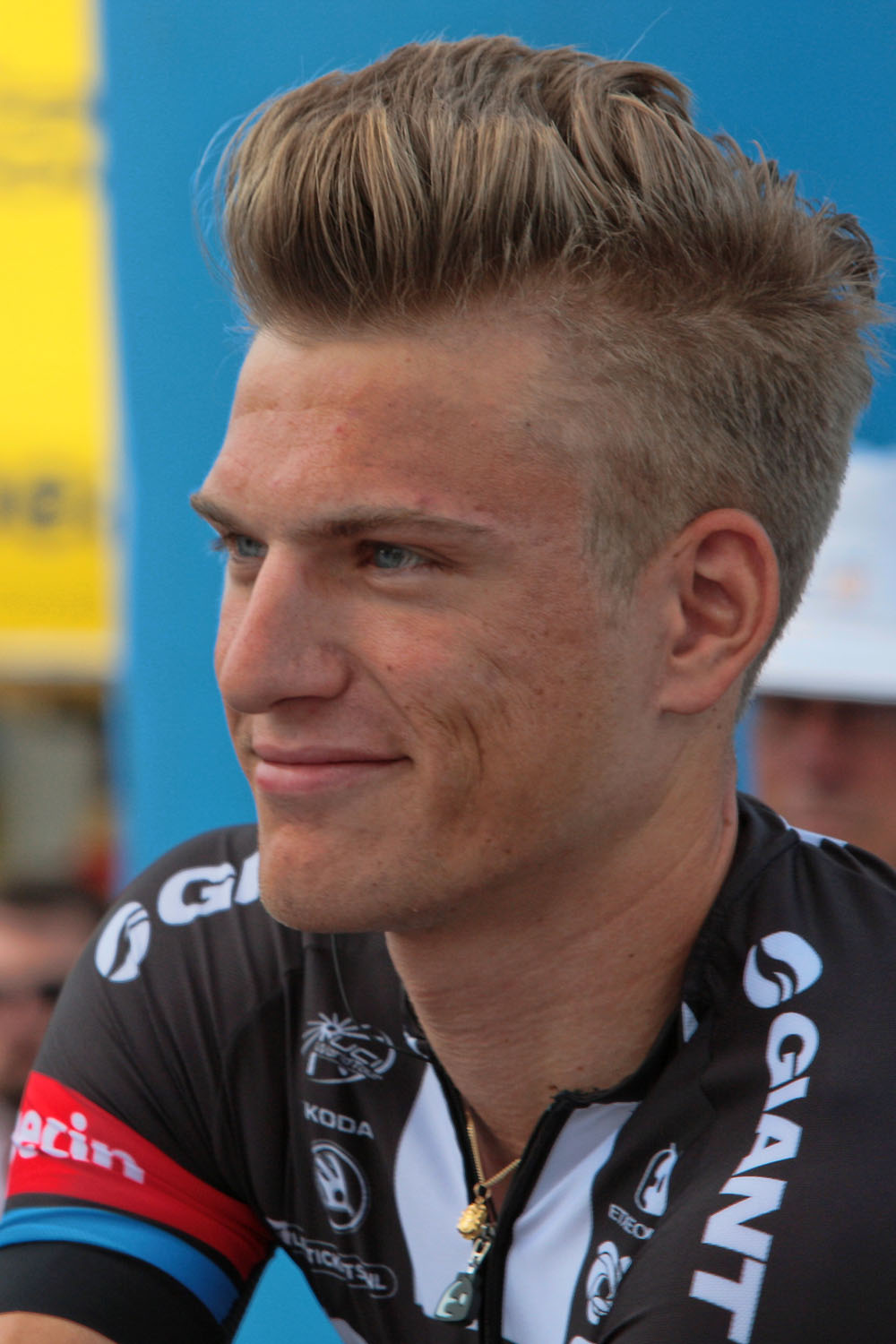
Marcel Kittel, lídr bodovacího závodu

| #   | Jméno                | Nár.               | Stáj              | Body |
| --- | -------------------- | ------------------ | ----------------- | ---- |
| 1.  | Marcel Kittel        | Německo            | Quick-Step Floors | 212  |
| 2.  | Michael Matthews     | Austrálie          | Sunweb            | 160  |
| 3.  | André Greipel        | Německo            | Lotto Soudal      | 130  |
| 4.  | Alexander Kristoff   | Norsko             | Kaťuša            | 113  |
| 5.  | Sonny Colbrelli      | Itálie             | Bahrain-Merida    | 73   |
| 6.  | Edvald Boasson Hagen | Norsko             | Dimension Data    | 66   |
| 7.  | Daniel Martin        | Irsko              | Quick-Step Floors | 58   |
| 8.  | Fabio Aru            | Itálie             | Astana            | 56   |
| 9.  | Chris Froome         | Spojené království | Sky               | 56   |
| 10. | Nacer Bouhanni       | Francie            | Cofidis           | 54   |
|     |                      |                    |                   |      |
| 41. | Roman Kreuziger      | Česko              | Orica-Scott       | 17   |
| 43. | Zdeněk Štybar        | Česko              | Ouick-Step Floors | 17   |
|     |                      |                    |                   |      |
| —   | Ondřej Cink          | Česko              | Bahrain Merida    | 0    |

### Vrchařský závod

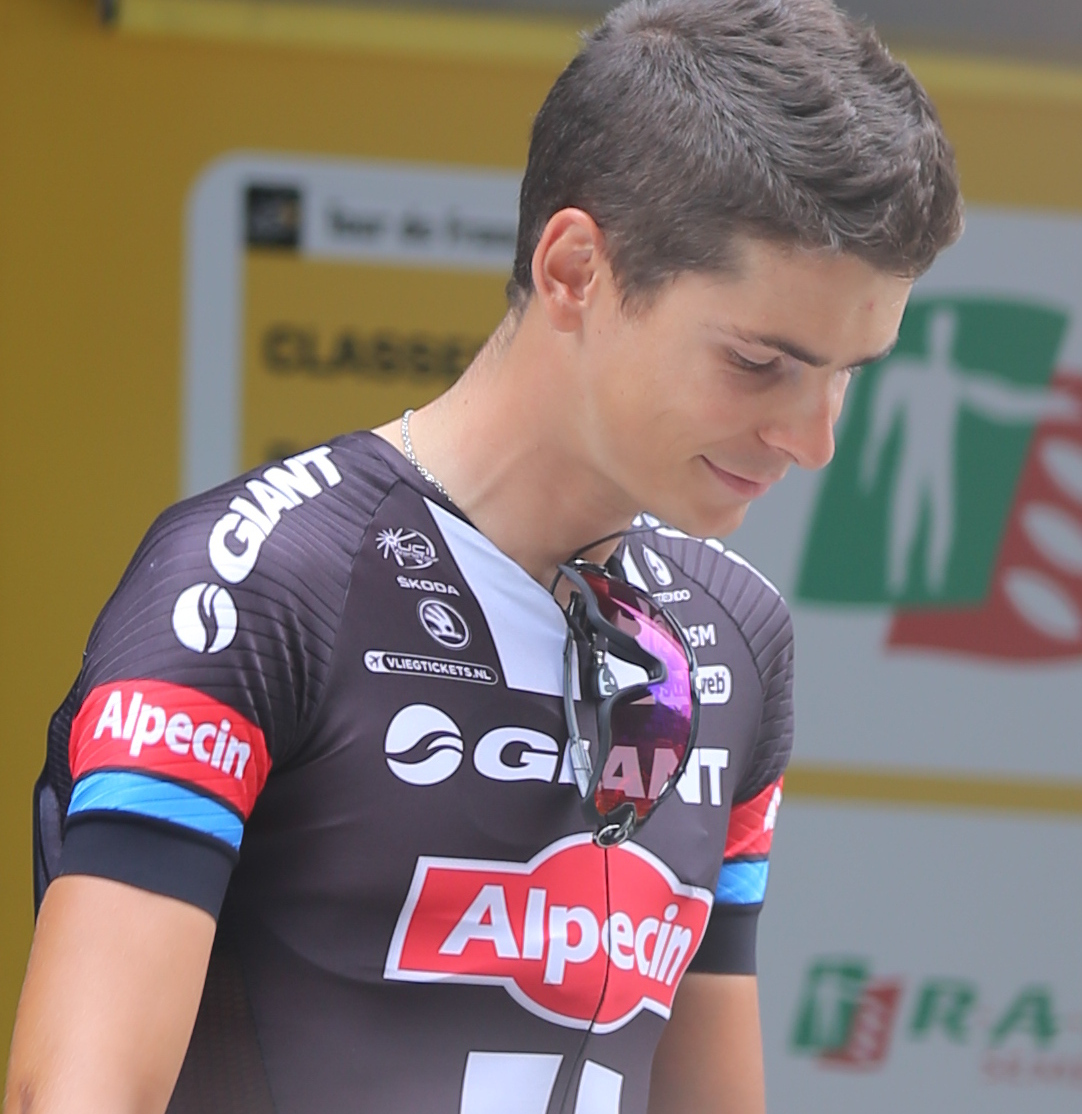
Warren Barguil, nejlepší vrchař

| #   | Jméno             | Nár.               | Stáj              | Body |
| --- | ----------------- | ------------------ | ----------------- | ---- |
| 1.  | Warren Barguil    | Francie            | Sunweb            | 60   |
| 2.  | Primož Roglič     | Slovinsko          | LottoNL           | 30   |
| 3.  | Alexis Vuillermoz | Francie            | AG2R              | 27   |
| 4.  | Daniel Martin     | Irsko              | Quick-Step Floors | 23   |
| 5.  | Bauke Mollema     | Nizozemsko         | Trek-Segafredo    | 18   |
| 6.  | Thibaut Pinot     | Francie            | FDJ               | 17   |
| 7.  | Chris Froome      | Spojené království | Sky               | 16   |
| 8.  | Tiesj Benoot      | Belgie             | Lotto Soudal      | 15   |
| 9.  | Fabio Aru         | Itálie             | Astana            | 14   |
| 10. | Jakob Fuglsang    | Dánsko             | Astana            | 12   |
|     |                   |                    |                   |      |
| —   | Zdeněk Štybar     | Česko              | Ouick-Step Floors | 0    |
| —   | Roman Kreuziger   | Česko              | Orica-Scott       | 0    |
| —   | Ondřej Cink       | Česko              | Bahrain Merida    | 0    |

### Nejlepší mladý jezdec

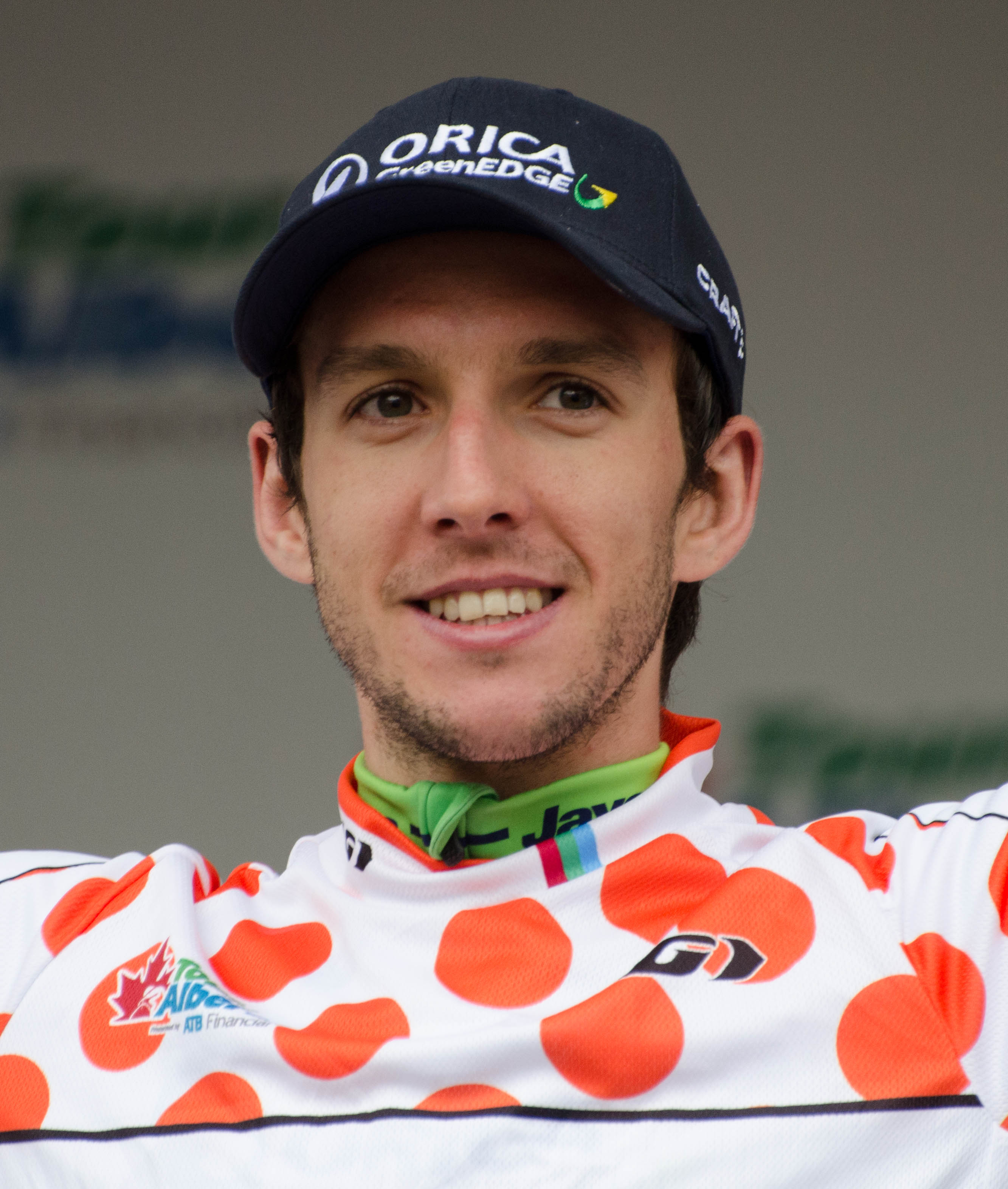
Simon Yates, nejlepší mladý jezdec

| #   | Jméno                    | Nár.               | Stáj           | Čas         |
| --- | ------------------------ | ------------------ | -------------- | ----------- |
| 1.  | Simon Yates              | Spojené království | Orica-Scott    | 38h 28' 30" |
| 2.  | Louis Meintjes           | Jižní Afrika       | UAE            | + 2' 58"    |
| 3.  | Pierre-Roger Latour      | Francie            | AG2R           | + 3' 28"    |
| 4.  | Emanuel Buchmann         | Německo            | Bora-Hansgrohe | + 6' 44"    |
| 5.  | Guillaume Martin         | Francie            | Wanty          | + 13' 21"   |
| 6.  | Tiesj Benoot             | Belgie             | Lotto Soudal   | + 16' 42"   |
| 7.  | Lilian Calmejane         | Francie            | Direct Energie | + 32' 49"   |
| 8.  | Michael Valgren Andersen | Norsko             | Astana         | + 41' 53"   |
| 9.  | Alexej Lucenko           | Kazachstán         | Astana         | + 47' 42"   |
| 10. | Jay McCarthy             | Austrálie          | Bora-Hansgrohe | + 52' 17"   |

### Nejlepší tým
| #   | Stáj              | Čas          | Česko     |
| --- | ----------------- | ------------ | --------- |
| 1.  | Team Sky          | 115h 25' 25" |           |
| 2.  | AG2R              | + 7' 12"     |           |
| 3.  | Astana            | + 26' 27"    |           |
|     |                   |              |           |
| 7.  | Orica-Scott       | + 45' 57"    | Kreuziger |
| 13. | Quick-Step Floors | + 1h 21' 30" | Štybar    |
| 19. | Bahrain Merida    | + 2h 05' 17" | Cink      |

### Bojovník etapy

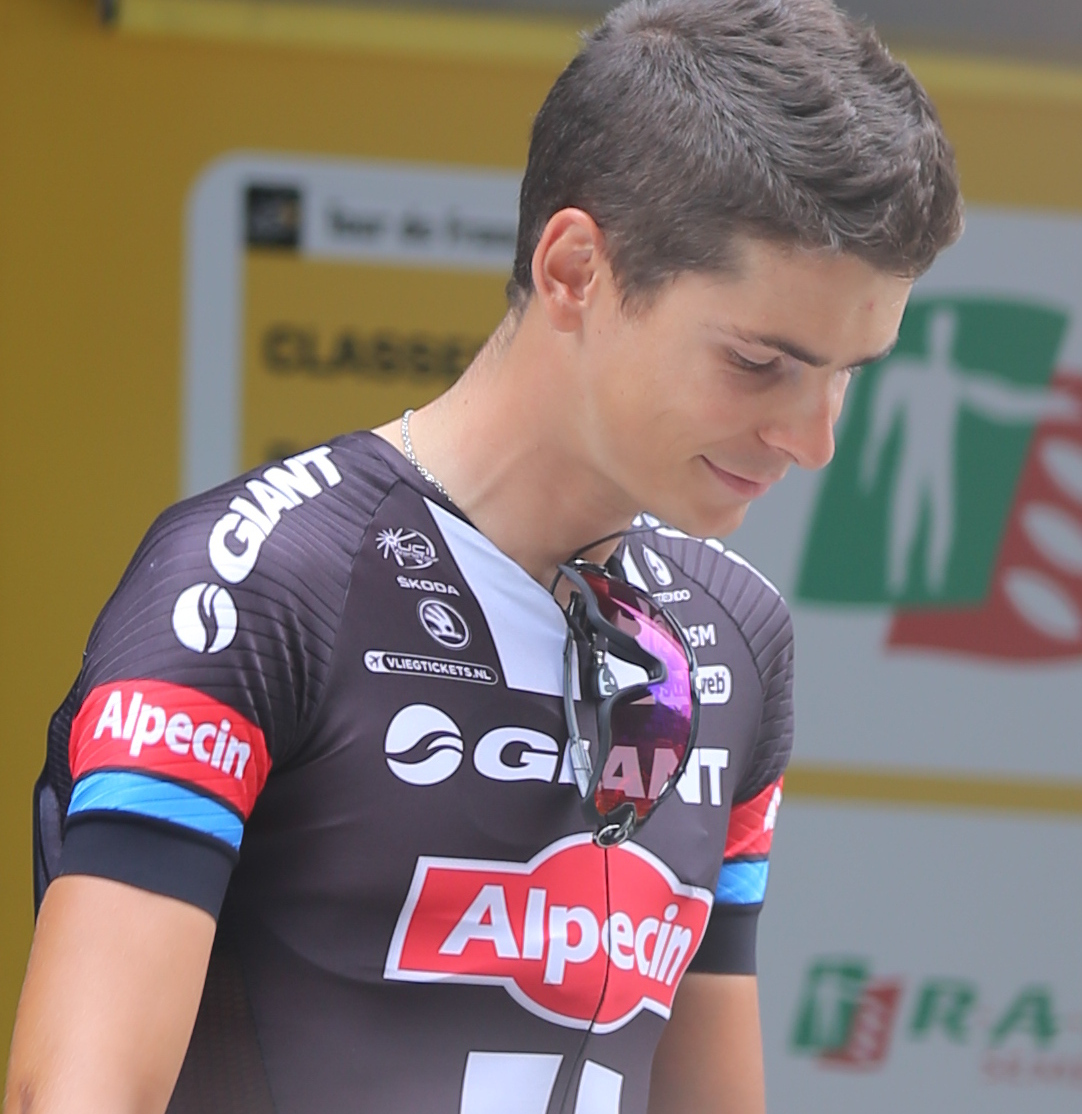
Warren Barguil, bojovník etapy

| Jméno          | Nár.    | Stáj   |
| -------------- | ------- | ------ |
| Warren Barguil | Francie | Sunweb |